# Jaak Aab
Jaak Aab, född 9 april 1960 i Taagepera i Helme kommun i Valgamaa, är en estnisk politiker. Han var Estlands socialminister från 2005 till 2007 i Andrus Ansips regering. Aab tillhörde senare Jüri Ratas första och andra regeringar, där han var minister för offentlig förvaltning i två perioder 12 juni 2017–2 maj 2018 respektive 29 april 2019–25 november 2020, samt därefter utbildnings- och forskningsminister från 25 november 2020 till regeringen Ratas avgång 26 januari 2021. Från 26 januari 2021 till 3 juni 2022 var han återigen minister för offentlig förvaltning i Kaja Kallas första regering.
Aab var medlem i Centerpartiet från 1994 till 2024, innan han anslöt sig till Socialdemokratiska partiet. Han tjänstgjorde som partisekreterare i Centerpartiet från 2016 till 2017.

## Biografi

### Utbildning och tidig karriär
Jaak Aab tog studenten vid gymnasiet i Viljandi 1978 och studerade därefter till lärare vid Tallinns pedagogiska institut där han tog lärarexamen i ryska och litteratur. Han undervisade som lärare fram till 1991 vid grundskolan i Ala och gymnasiet i Võhma, och verkade också under tiden som ungdomsledare i det estniska kommunistiska pionjärförbundet. Efter Sovjetunionens fall arbetade han från 1991 till 1994 i Pielavesi kommun i Finland som avbytare inom lantbruket.

### Politisk karriär
Efter återkomsten till Estland 1994 och medlemskap i Centerpartiet valdes han till biträdande borgmästare i Võhma 1994–1996 och därefter till borgmästare i Võhma 1998–2002. Från 2002 till 2003 var han ersättningsledamot i Riigikogu för Centerpartiet, där han blev ordförande för utredningen om privatiseringen av kraftverket i Narva. Från 2003 till 2005 var han VD för Estlands stadsförbund, innan han 2005 blev socialminister i Andrus Ansips regering, fram till 2007.
Efter tiden som socialminister verkade Aab som ledamot av Riigikogu och satt i socialutskottet för Centerpartiet, där han var vice ordförande. 2016 valdes han till partisekreterare.
Aab var minister för offentlig förvaltning från juni 2017 till maj 2018. Han avgick efter att uppgifter framkommit om att han fastnat i en fartkontroll i Tartu där han kört 73 km/h på en 50-sträcka, med 0,28 promille alkohol i blodet, varefter han fick körkortet indraget i en månad.
Aab återkom till posten som förvaltningsminister efter valet och regeringsombildningen 2019. Efter att Mailis Reps lämnat regeringen i november 2020 övertog han hennes post som utbildnings- och forskningsminister, medan förvaltningsministerposten övertogs av Anneli Ott. Redan i januari 2021 avgick dock regeringen Ratas och Aab kom att åter bli förvaltningsminister i den följande regeringen Kallas. Han lämnade posten den 3 juni 2022 och efterträddes av Riina Solman.
Den 5 januari 2024 tillkännagavs att Aab tillsammans med fem andra centerpartistiska parlamentsledamöter lämnar partiet. Aab valde därefter att ansluta sig till Socialdemokratiska partiet.